# Diplôme ad eundem

Un diplôme ad eundem (latin : ad eundem gradum), c'est-à-dire un diplôme de même niveau, est un diplôme décerné par une université ou un collège à une personne diplômée d'une autre université, dans le cadre d'un processus d'incorporation.

## Description
Le récipiendaire du diplôme ad eundem est généralement un membre du corps professoral de l'institution qui lui décerne le diplôme ad eundem, notamment à l'université de Cambridge, où l'incorporation est expressément limitée à une personne qui « a été admise à un bureau universitaire ou à une direction ou une bourse (autre qu'une bourse honorifique) d'un collège, ou occupe un poste dans les presses de l'université […] ou est un principal élu ou désigné d'un collège. »,. La plupart des collèges abandonnent cette pratique au cours du dernier quart du XIXe siècle au profit de diplômes obtenus,.

## Royaume-Uni
La pratique de l'incorporation se poursuit à l'université d'Oxford, l'université de Cambridge et au Trinity College de Dublin. À Oxford, l'incorporation apparaît pour la première fois dans les statuts de l'université en 1516 : au XVe et au début du XVIe siècle, l'incorporation a été accordée aux membres des universités de toute l'Europe. En 1861 l'incorporation est limitée aux membres de l'université de Cambridge et du Trinity College de Dublin, puis en 1908, à des diplômes spécifiques de ces universités.

### Situation des étudiantes d'Oxford et de Cambridge
Un certain nombre d'étudiantes d'Oxford et de Cambridge ont obtenu des diplômes ad eundem de l'université de Dublin au Trinity College entre 1904 et 1907, à une époque où leurs propres universités refusaient de décerner des diplômes aux femmes.

## États-Unis
Plusieurs universités américaines, notamment les colonial colleges (en), premiers établissement universitaires créés avant l'indépendance américaine, accueillent dès leur création aux XVIIe et XVIIIe siècles des étudiants ad eundem, sous réserve qu'ils s'acquittent des frais d'inscription, en vertu d'une tradition selon laquelle seuls les anciens élèves peuvent être titulaires : Harvard, Yale,, Brown, l'université de Pennsylvanie, le Dartmouth College et l'université Wesleyenne. Les étudiants de Harvard, seul collège américain durant plusieurs décennies, sont éligibles au diplôme ad eudem d'Oxford. Harvard délivre quant à elle son premier diplôme ad eudem en 1692, mais il s'agit alors d'un diplôme honorifique. L'université Yale accorde volontiers des diplômes, sous réserve que « chaque candidat paye au président [de l'université] 8 shillings et six pence pour chacun des diplômes conférés ».
Les professeurs des universités qui ne sont pas déjà titulaires d'un diplôme de l'établissement qui les emploie se voient décerner un master honorifique ut in grege nostro numeretur (« afin qu'il (elle) soit compté(e) dans notre troupeau »,. L'université Yale appelle ce diplôme le « MA Privatum ». Au Amherst College, une coutume similaire est suivie, avec l'octroi d'une maîtrise ès arts par le collège à sa faculté même si le collège n'accorde des baccalauréats (AB) qu'à ses propres étudiants diplômés. Étant donné que ces diplômes ne correspondent à aucun cycle d'études, la plupart des enseignants ne les mentionnent pas dans leur curriculum vitae,.

## Afrique du Sud et Australie
L'université Rhodes en Afrique du Sud utilise le terme « ad eundem gradum » pour donner un statut à un étudiant qui entreprend un cursus de recherche basé sur l'expérience, et non sur un diplôme acquis. Dans ce cas, l'étudiant est admis directement en master. L'université de Sydney peut conférer un diplôme ad eundem à un membre du personnel à la retraite (universitaire ou autre) qui a au moins dix ans de service et n'est pas diplômé de Sydney, bien que dans ce cas, le diplôme corresponde à une qualification existante.